# Marićka
Marićka (cyr. Марићка) – wieś w Bośni i Hercegowinie, w Republice Serbskiej, w mieście Prijedor. W 2013 roku liczyła 1004 mieszkańców.